# San Marino ai Giochi della XXVIII Olimpiade
San Marino ha partecipato alle Giochi della XXVIII Olimpiade di Atene, svoltisi dal 13 al 29 agosto 2004, con una delegazione di 5 atleti.

## Atletica leggera
| Gara  | Atleta              | Batterie | Batterie | Semifinali | Semifinali | Finale | Finale |
| Gara  | Atleta              | Tempo    | Pos.     | Tempo      | Pos.       | Tempo  | Pos.   |
| ----- | ------------------- | -------- | -------- | ---------- | ---------- | ------ | ------ |
| 100 m | Gian Nicola Berardi | 10"76    | 7        |            |            |        |        |

## Tiro
| Gara | Atleta          | Qualificazioni | Qualificazioni | Finale    | Finale       | Finale |
| Gara | Atleta          | Punteggio      | Pos.           | Punteggio | Punt. totale | Pos.   |
| ---- | --------------- | -------------- | -------------- | --------- | ------------ | ------ |
| Trap | Francesco Amici | 119            | 9              |           |              |        |

| Gara | Atleta          | Qualificazioni | Qualificazioni | Finale    | Finale       | Finale |
| Gara | Atleta          | Punteggio      | Pos.           | Punteggio | Punt. totale | Pos.   |
| ---- | --------------- | -------------- | -------------- | --------- | ------------ | ------ |
| Trap | Daniela Del Din | 60             | 7              |           |              |        |

## Nuoto
| Gara                        | Atleta            | Batterie | Batterie | Semifinali | Semifinali | Finale | Finale |
| Gara                        | Atleta            | Tempo    | Pos.     | Tempo      | Pos.       | Tempo  | Pos.   |
| --------------------------- | ----------------- | -------- | -------- | ---------- | ---------- | ------ | ------ |
| 200 m stile libero maschili | Diego Mularoni    | 1'56"18  | 56       |            |            |        |        |
| 400 m stile libero maschili | Emanuele Nicolini | 4'08"28  | 42       |            |            |        |        |